# Wyssi Frau
Wyssi Frau är en bergstopp i Schweiz. Den ligger i distriktet Frutigen-Niedersimmental och kantonen Bern, i den centrala delen av landet. Toppen på Wyssi Frau är 3 650 meter över havet.
Den högsta punkten i närheten är Jungfrau, 4 158 meter över havet, 14,5 km öster om Wyssi Frau.
Trakten runt Wyssi Frau är permanent täckt av is och snö.